# Fien Callens
Fien Callens (14 februari 1986) is een Belgisch voormalig volleybalster.

## Levensloop
Callens was onder meer actief bij VDK Gent en Richa Michelbeke, alvorens ze in seizoen 2010-'11 aan de slag ging bij VC Oudegem. Later kwam ze uit voor Hermes Volley Oostende en Asterix Kieldrecht.
Daarnaast was ze actief in het beachvolleybal. Samen met Maud Catry werd ze in 2013 Belgisch kampioene.
Van beroep is ze coach op de Topsportschool Vilvoorde. Daarnaast is ze sinds 2012 coach van de "Young Yellow Tigers" en sinds 2018 ook van VC Oudegem. Als coach van deze club won ze in seizoen 2021-'22 de Beker van België en werd ze tevens verkozen tot 'Coach van het Jaar'.
Haar partner Dries Koekelkoren is eveneens actief in het volleybal.